# Народно благостање
Народно благстање, недељни економски часопис.
Излазио је у Београду 1929-1941. године. Власник, главни уредник и главни сарадник био је Велимир Бајкић, тада водећи југословенски економиста. Пратио је актуелна збивања и анализирао мере и ефекте економске политике. Уживао је велики углед и имао знатан утицај. Поред водећих грађанских економиста (Бајкић, Билимовић, Стојадиновић, Недељковић, Белин) у часопису су сарађивали и марксисти (Маслеша, Бујић).